# Severance Hall

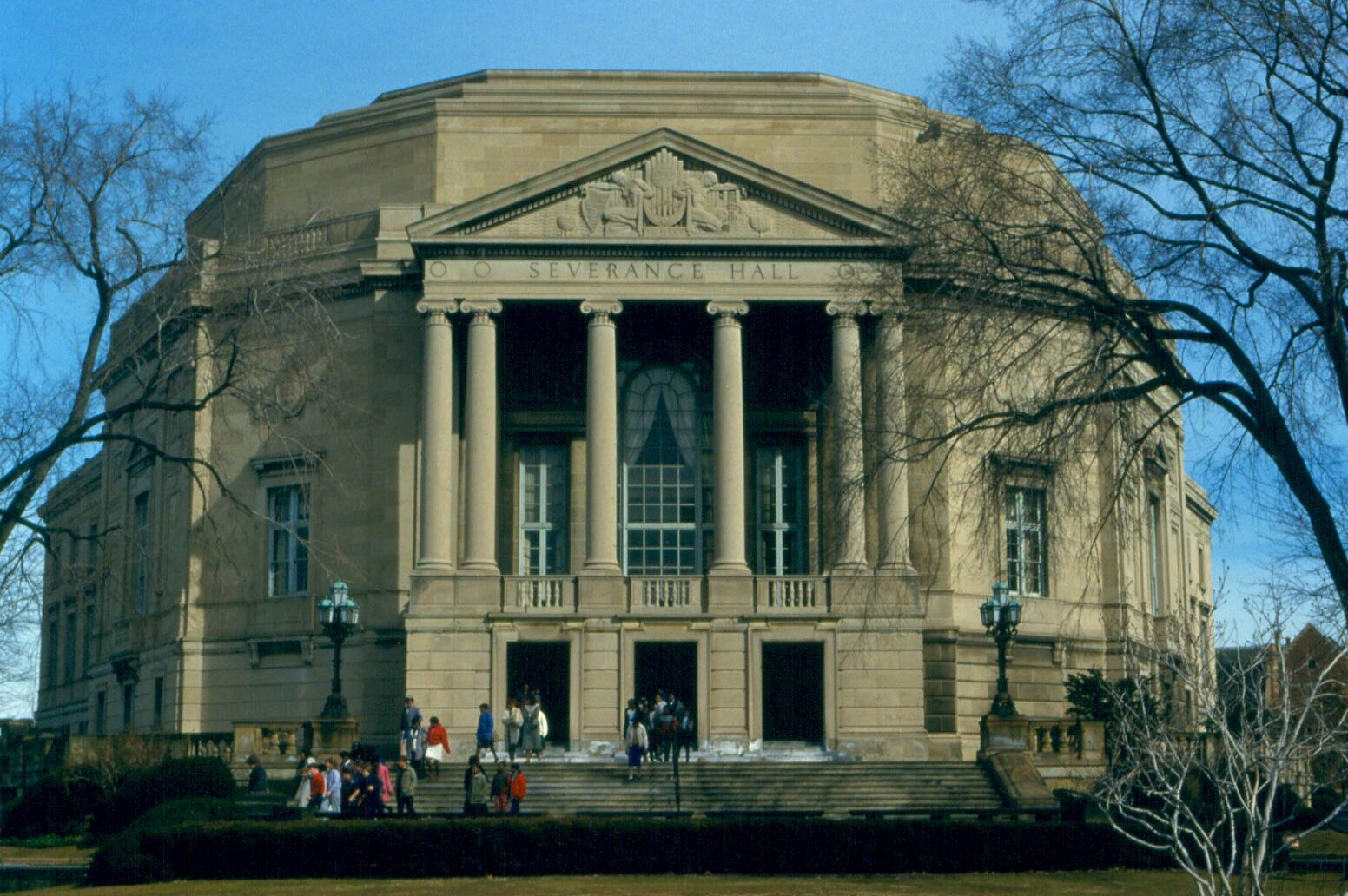
Severance Hall

Severance Hall é uma sala de concerto localizada no Campus da Universidade, em Cleveland, Ohio, Estados Unidos. A sala tem sido casa da Cleveland Orchestra desde sua inauguração em 5 de fevereiro de 1931.

## História da construção
Antes da construção do Severance Hall, a Orquestra de Cleveland se apresentava no Armory Grays, pequeno auditório no centro de Cleveland, e depois mudou-se para o subúrbio no Auditório Maçônico, e assim realizou concertos durante toda a década de 1920.
Após grande incentivo de uma das fundadoras da orquestra, Mrs. Adella Prentiss Hughes e seu então diretor musical Nikolai Sokoloff, os planos para a construção de uma sala de concerto foi materializado utilizando terreno oferecido pela Western Reserve University (agora Case Western Reserve University) ao custo de US1 por ano de aluguel, and potential funds contributed by the general public and local philanthropists. além de fundos de captação de recursos públicos e filantropos local. O idealizador e maior financiador do projeto foi o magnata industrial e filantropo John Long Severance, que doou 1 milhão de dólares para o desenvolvimento e nomeou a sala em homenagem à sua recém-falecida esposa Elisabeth Dewitt Severance. Apesar das dificuldades econômicas da Grande Depressão, a construção começou em 1929 e terminou em 1931.

## Arquitetura
Projetado pelo escritório local Walker and Weeks, o exterior do edifício é uma transição entre o clássico e o florescimento tardio do estilo clássico, conhecido como Art Moderne e Art Deco. O escultor nova-iorquino Henry Hering criou uma escultura art déco do frontão. No interior, o Severance Hall é um dos maiores exemplares na América de Art Deco. Como era de costume no estilo, mistura revival egípcio com inspiração extraída a partir de temas gregos e romanos. O teto e as colunas do auditório brilham com motivos Art Deco em folha de alumínio, o novo material, que foi o queridinho da designers Art Deco.

## Reforma
A partir de 1998, a Sala passou por uma extensa reforma de dois anos ao custo de $36 milhões dólares. O renovado edifício reabriu em Janeiro de 2000, vencendo o National Preservation Honor Award. O arquiteto do projeto foi David M. Schwarz. A mudança mais significativa foi a substituição estética da "casca Szell" com uma nova concha acústica que combina a acústica da velha casca com um estilo decorativo que se harmoniza com o resto do salão. O palco, que inclui espaço para a relocalização e restauro do órgão de tubos EM Skinner por Schantz Organ Company, foi nomeado em honra do então diretor musical de Christoph von Dohnányi. O projeto também criou um grande lobby ao nível da rua, onde a unidade abriu um novo restaurante em outra área do prédio, adicionou mais espaço para administração.

## Acústica
Alguns problemas acústicos logo foram observadas no Severance Hall logo após sua abertura. Estes foram atribuídos em parte ao uso de cortinas de veludo para as caixas, tapetes grossos na maior parte do hall de entrada, e o fato de que o palco, projetado para produções teatrais, absorvia o som acima dele. Além disso, as conchas do palco removível, criado para a orquestra, foram construídas de materiais não-reflexiva, o que também prejudicou a audição do órgão a partir de sua posição acima do espaço do palco.
Em 1958, por iniciativa do diretor musical George Szell, houve um redesenho completo da acústica da sala. Para formar um auditório mais ressonante, o proscênio original e cortinas de veludo azul foram removidos e o carpete foi reduzido ao mínimo. No palco, uma concha acústica permanente foi construída (carinhosamente conhecida como "A Shell Szell '). A nova concha consistiu em grossas paredes de madeira ao redor da orquestra em uma série de curvas convexas. As paredes de madeira pesada foram ainda preenchidos com areia até nove metros para torná-los menos absorventes e mais reflexivo do som. O resultado foi um novo espaço, de vibrante sonoridade, que complementa o som refinado e brilhante da Orquestra de Cleveland, reconhecida como uma das melhores orquestras dos Estados Unidos, parte da "The Big Five".